# Никишин (хутор)
Никишин — упразднённый хутор в Каменском районе Ростовской области. На момент упразднения входил в состав Пиховского сельсовета. В 2001 году исключен из учётных данных.

## География
Располагался на балке Фетисова (приток реки Алпатова), на расстоянии приблизительно в 2,5 км (по прямой) к северо-востоку от хутора Тишкин.

## История
Бывший казачий хутор юрта станицы Митякинской. В 1867 году состоял из 33 дворов.
По данным на 1926 год хутор Никитин состоял из 95 хозяйств. В административном отношении входил в состав Дьячкинского сельсовета Тарасовского района Шахтинско-Донецкого округа Северо-Кавказского края.

## Население
В 1867 году на хуторе проживало 222 человека, в том числе 106 мужчин и 116 женщин.
По данным переписи 1926 года на хуторе проживало 520 человек (238 мужчин и 282 женщины), из которых великороссы составляли 84 % населения, украинцы — 16 %, 80 % населения относилось к казачьему сословию.